# Мраморный тритон
Мра́морный тритон (лат. Triturus marmoratus) — вид тритонов отряда хвостатых земноводных.

## Распространение
Мраморные тритоны распространены на большей территории Франции, северной Испании и Португалии.
Ареал мраморного тритона пересекается с ареалом тритонов вида Triturus pygmaeus.

## Описание
Мраморный тритон окрашен в тёмно-коричневый или чёрный цвет, по всему телу расположен сложный зелёный узор.
Брюшко чёрное с мелкими белыми крапинками.
У взрослых самок по спине от головы и до кончика хвоста проходит оранжевая полоса.
У молодых тритонов также есть такая полоса, но у самцов в возрасте девяти месяцев она почти не заметна.

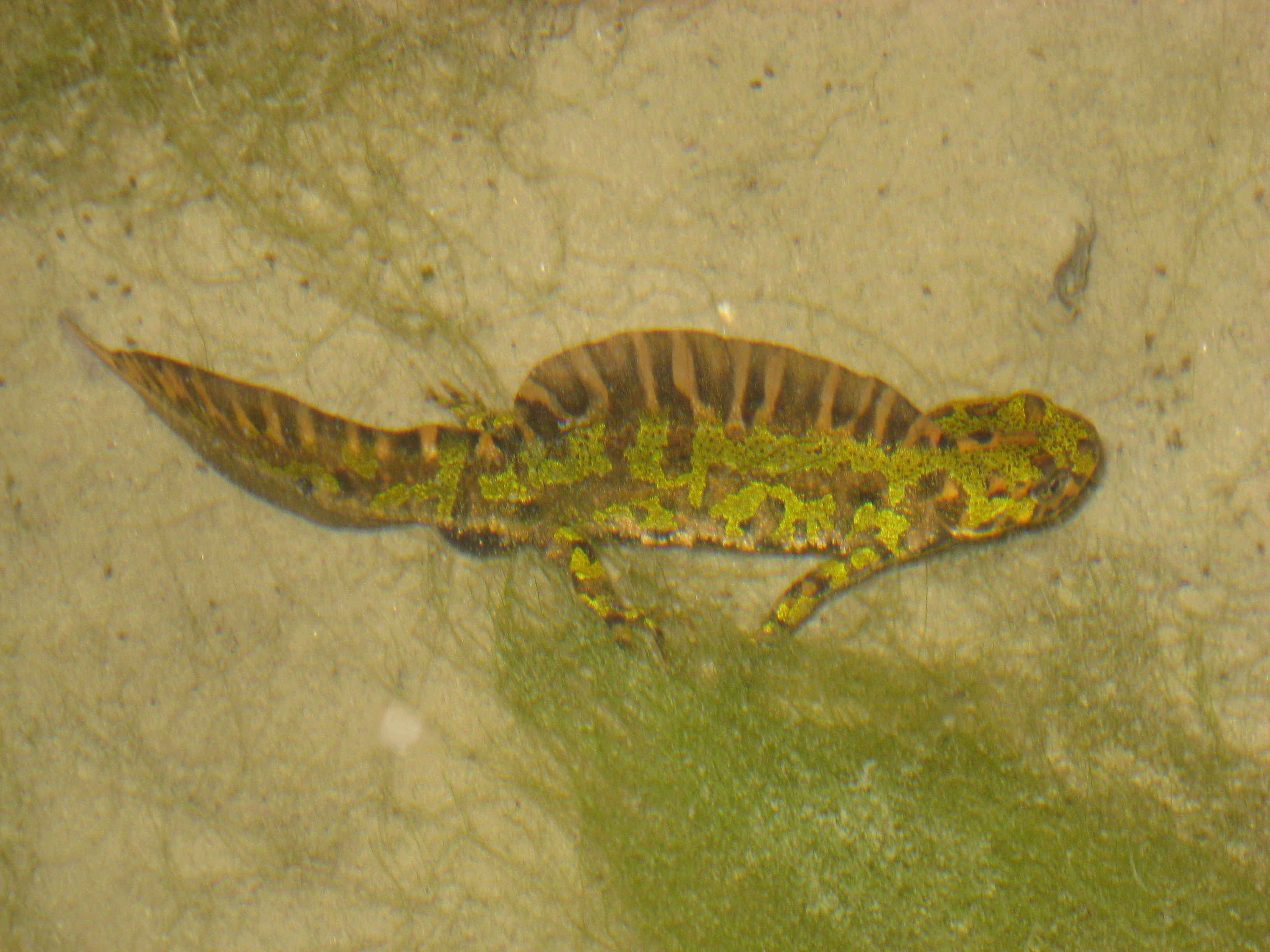
Самец в брачном наряде

В брачный период у мужских особей развивается высокий волнистый гребень на спине, начиная от шеи и до кончика хвоста.
В начале хвоста гребень имеет перемычку.
По гребню располагаются чередующиеся светло-жёлтые и чёрные полосы.
Взрослые мраморные тритоны достигают 16,5 см в длину.